# Basilika San Maurizio

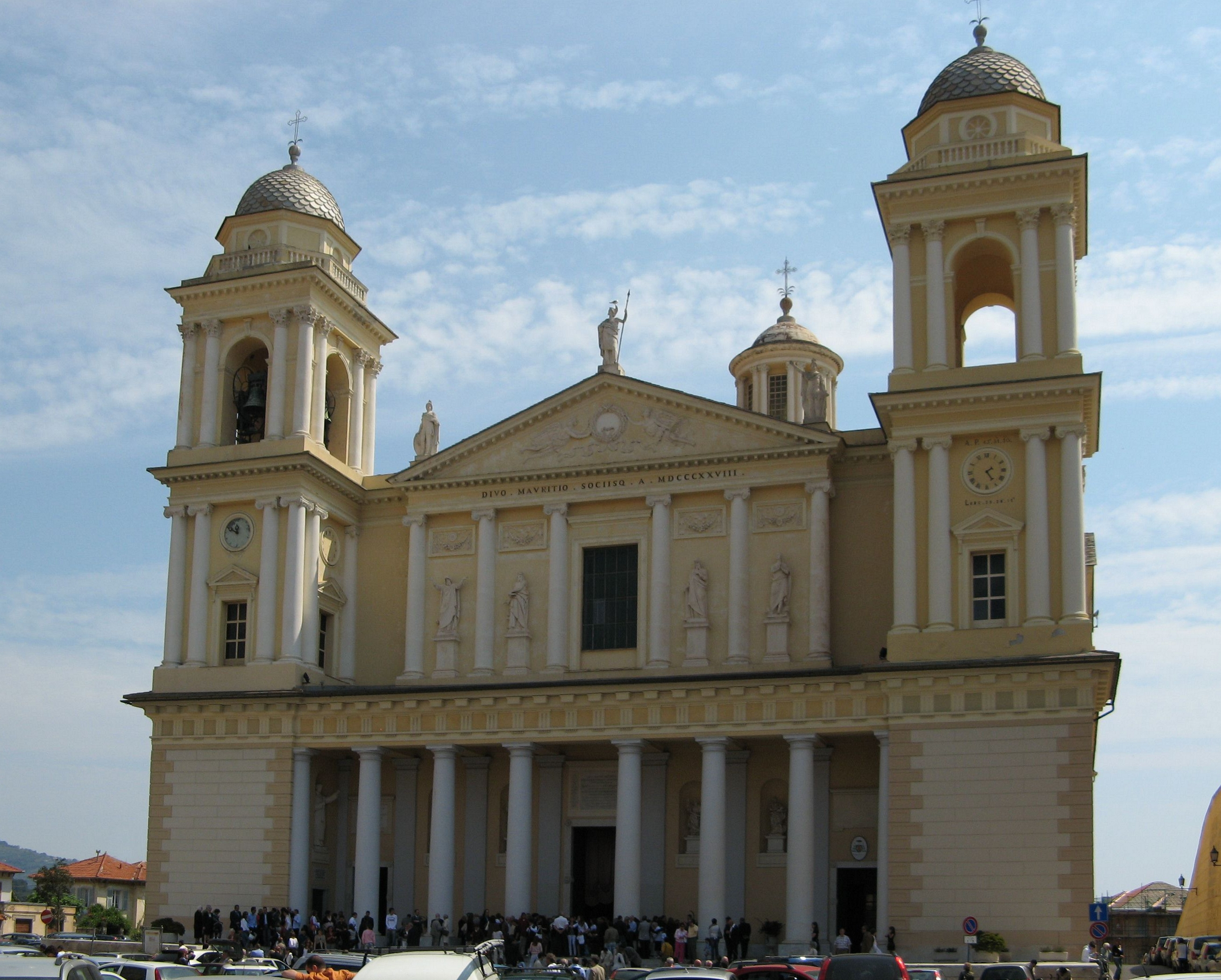
Die Basilika San Maurizio

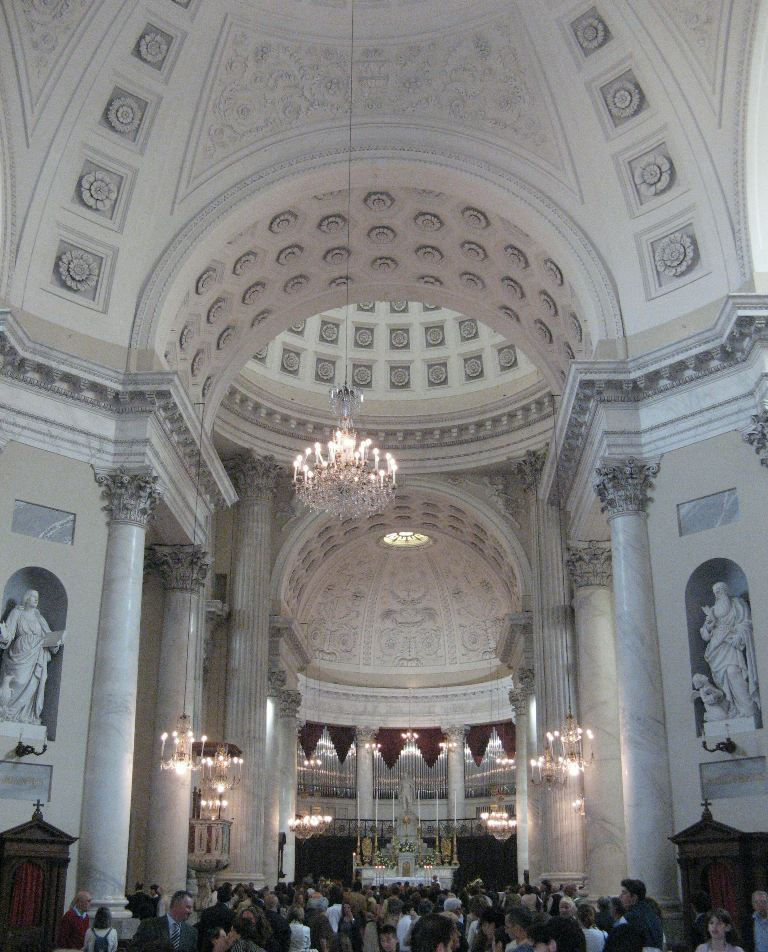
Inneres nach Osten

Die Basilika San Maurizio in der norditalienischen Hafenstadt Imperia ist die Pfarrkirche der gleichnamigen Pfarrei und Konkathedrale des Bistums Albenga-Imperia. Die klassizistische Kirche wurde zwischen 1781 und 1838 unter Leitung von Gaetano Cantoni erbaut. Mit ihrer Errichtung sollte der Republik Genua und Porto Maurizio, einem ehemals selbstständigen Stadtteil Imperias, ein majestätisches Denkmal gesetzt werden.

## Architektur
San Maurizio ist die größte Kirche der Region Ligurien. Das Langhaus, das im Osten in den Chor mit Hauptaltar und Orgel mündet, wird von zwei Querhäusern gekreuzt. Über der östlichen Vierung steht die Hauptkuppel. Den Westabschluss bildet die breite antikisierende Fassade mit zwei Flankentürmen, von denen der nördliche das Geläut trägt. Der Umriss beträgt circa 70 × 42 Meter und umfasst eine Gesamtfläche von etwa 3000 Quadratmetern. Die Türme sind ungefähr 36 Meter hoch und die Laterne der Hauptkuppel befindet sich in einer Höhe von circa 48 Metern. Eine weitere Kuppel ist 23 Meter hoch.